# Die weiße Rose
Die weiße Rose ist ein 1929 erschienener Roman von B. Traven, in dem es um das Schicksal der von Indianern bewohnten Hacienda „Die weiße Rose“ im Mexiko der 1920er geht.

## Inhalt
Die Handlung ist dreigeteilt:
Zunächst beschreibt Traven das idyllische, harmonische und naturverbundene Leben der Indianer auf der Hacienda und bedient dabei bewusst alle Klischees vom romantischen Indianerleben.
Weiter beschreibt er detailreich das gegensätzliche Leben des Mr. Collins, Chef eines Öl-Konzerns, welcher an dem Land der weißen Rose interessiert ist. Dann wird aber der Besitzer der Hacienda ermordet, und Chaney C. Collins, Präsident der Condor Oil Company, eignet sich die Farm widerrechtlich an. Traven entzieht in diesem Buch dem Kapitalismus seine mystische Komplexität, indem er das System auf das Wechselspiel zwischen dem Protagonisten und Antagonisten reduziert und die Motivationen und Ursachen ihres Verhaltens deutlich werden lässt. Die letzte Zeile des Buches lautet: „Was kümmert uns der Mensch? Wichtig ist nur das Öl.“

## Kritik
Für Kurt Tucholsky, der Traven bewunderte, war die Figur des Mr. Collins die einzige gelungene Darstellung eines Geschäftsmannes in der Literatur.

## Name der Widerstandsgruppe
Das Buch stand eventuell Pate für die Weiße Rose, eine Widerstandsgruppe im Nationalsozialismus. Jedoch gab Hans Scholl nach seiner Verhaftung im Gestapo-Verhör am 20. Februar 1943 an, den Namen „willkürlich gewählt“ zu haben:

„Zurückkommend auf meine Schrift ‚Die weiße Rose‘ möchte ich […] folgendes erklären: Der Name ‚die weiße Rose‘ ist willkürlich gewählt. […] Es kann sein, daß ich gefühlsmäßig diesen Namen gewählt habe, weil ich damals unmittelbar unter dem Eindruck der spanischen Romanzen von Brentano ‚Die Rosa Blanca‘ gestanden habe. Zu der ‚Weißen Rose‘ der englischen Geschichte bestehen keine Beziehungen.“

Diese Aussage ist allerdings mit Vorsicht zu genießen, denn möglicherweise wollte Hans Scholl seine Motive verschleiern, um die anderen Mitglieder zu schützen. Als sicher kann gelten, dass Hans Scholl das Buch von Traven kannte und schätzte.

## Ausgaben
- B. Traven: Die weiße Rose. Büchergilde Gutenberg, Berlin 1929, DNB 576712442.
- B. Traven: Die weiße Rose. Roman aus Mexiko. Rowohlt Taschenbuch Verlag, Reinbek bei Hamburg 1962, ISBN 3-499-10488-1 (Digitalisat im Internet Archive)
- B. Traven: Die weiße Rose (= Edgar Päßler [Hrsg.]: Werkausgabe. Band 5). Diogenes Verlag, Zürich 1983, ISBN 3-257-21102-3.